# Кузнецов, Виктор Михайлович (футболист)
Виктор Михайлович Кузнецов (укр. Віктор Михайлович Кузнецов; род. 8 января 1961, Днепродзержинск, Днепропетровская область) — советский и украинский футболист, полузащитник. Мастер спорта СССР (1983). С 2013 года — детский тренер.

## Карьера

### Клубная
Воспитанник футбольной школы Днепродзержинска (1973-75) и «Днепр-75» (1975-78).
Наиболее успешную карьеру провёл в днепропетровском «Днепре», где выступал с перерывами — в 1978—1979 и 1982—1986. В стане «Днепра», считался одним из лучших распасовщиков команды, это при том, что в ней также играли такие незаурядные мастера как: Владимир Багмут, Геннадий Литовченко, Владимир Устимчик и Вадим Тищенко.
По итогам чемпионата СССР 1984 года, Кузнецов отдал 15 голевых передач партнёрам, что стало рекордным показателем в истории футбольного клуба времён СССР.
В 1987 году принял приглашение в молдавский «Нистру» из Кишинёва от своего тренера Владимира Емца. По итогам 1987 года, «Нистру» стал победителем в V-й зоне Второй лиги СССР, но в стыковочных матчах за право играть в Первой лиге молдаване уступили первенство краснодарской «Кубани». Неудача стоила жизни легендарному советскому тренеру Владимиру Александровичу Емцу, скончавшемуся во время матча.
В следующем сезоне Кузнецов снова играл за «Нистру» и команда сумела выполнить задачу по выходу в Первую лигу чемпионата СССР.
Также он играл в командах: 1980—1981 — СКА (Киев); (1982, 1990) — «Колос» (Никополь), 1989 — «Локомотив» (Москва), 1990—1993, 1994 — любительский клуб «Таврия» (Новотроицкое), 1993 — «Торпедо» (Запорожье) и завершил игровую карьеру в 1995 году, выступая в чемпионате Молдовы за кишинёвский «Конструкторул».

### В сборной
В 1983 году сыграл два матча за олимпийскую сборную СССР (против сборных Болгарии и Греции).

## Достижения
- Чемпион СССР 1983
- Бронзовый призёр чемпионата СССР (2): 1984, 1985
- Бронзовый призёр чемпионата Молдовы 1996
- Чемпион Украинской ССР 1980
- Победитель Второй лиги СССР (2): 1987, 1988
- В списке 33-х лучших футболистов сезона в СССР (2): № 2 — 1983; № 3 — 1984